# Elkhart Motor Truck Company
Elkhart Motor Truck Company, vorher Huffman Brothers Motor Company und Valley Motor Truck Company, war ein US-amerikanischer Hersteller von Kraftfahrzeugen.

## Unternehmensgeschichte
Huffman Brothers Motor Company wurde 1918 in Elkhart in Indiana gegründet. 1918 oder 1919 begann die Produktion von Nutzfahrzeugen. Im September 1919 wurden zusätzlich Personenkraftwagen angekündigt, die 1920 eingeführt wurden. Der Markenname lautete Huffman. Insolvenzanträge von Sommer 1920, Oktober 1921 und April 1923 wurden überstanden. 1923 war W. L. Huffman Präsident. 1925 endete die Pkw-Produktion. Insgesamt entstanden 690 Pkw.
Im Juni 1926 folgte die Umfirmierung in Valley Motor Truck Company. Zeitweise wurde auch der Markenname Valley genutzt.
1929 kam es zur Umbenennung in Elkhart Motor Truck Company. 1931 wurde das Unternehmen aufgelöst.

## Fahrzeuge
Alle Pkw hatten einen Sechszylindermotor. 1920 gab es das Model R. Der Motor leistete 55 PS. Das Fahrgestell hatte 305 cm Radstand. Einzige Aufbau war ein Tourenwagen mit fünf Sitzen.
Von 1921 bis 1922 folgte das Model 7-R. Die Daten waren unverändert.
Zwischen 1923 und 1924 stand das Model K im Sortiment. Das Karosserieangebot war stark erweitert worden. Neben dem bekannten fünfsitzigen Tourenwagen waren nun auch ein zweisitziger Roadster, ein sportlich ausgelegter fünfsitziger Tourenwagen und eine siebensitzige Limousine erhältlich.
1925 erschien das Model L. Die Motorleistung war auf 50 PS reduziert worden und der Radstand auf 292 cm gekürzt worden. Überliefert sind Phaeton mit fünf Sitzen, Sport Roadster mit zwei Sitzen, Semi-Limousine mit vier Sitzen, Business-Coupé mit drei Sitzen und eine Artcraft-Limousine mit fünf Sitzen.
Die Lastkraftwagen hatten Nutzlasten zwischen 1,5 und 4 Tonnen.

## Pkw-Modellübersicht
| Jahr      | Modell    | Zylinder | Leistung (PS) | Radstand (cm) | Aufbau |
| --------- | --------- | -------- | ------------- | ------------- | --- |
| 1920      | Model R   | 6        | 55            | 305           | Tourenwagen 5-sitzig |
| 1921–1922 | Model 7-R | 6        | 55            | 305           | Tourenwagen 5-sitzig |
| 1923–1924 | Model K   | 6        | 55            | 305           | Tourenwagen 5-sitzig, Roadster 2-sitzig, Sport Tourenwagen 5-sitzig, Limousine 7-sitzig                                  |
| 1925      | Model L   | 6        | 50            | 292           | Phaeton 5-sitzig, Sport Roadster 2-sitzig, Semi-Limousine 4-sitzig, Business Coupé 3-sitzig, Artcraft Limousine 5-sitzig |

## Produktionszahlen
| Jahr  | Produktionszahl |
| ----- | --------------- |
| 1920  | 187             |
| 1921  | 123             |
| 1922  | 127             |
| 1923  | 103             |
| 1924  | 0               |
| 1925  | 150             |
| Summe | 690             |

Quelle: